# Liste der Straßen und Plätze in Ruhland

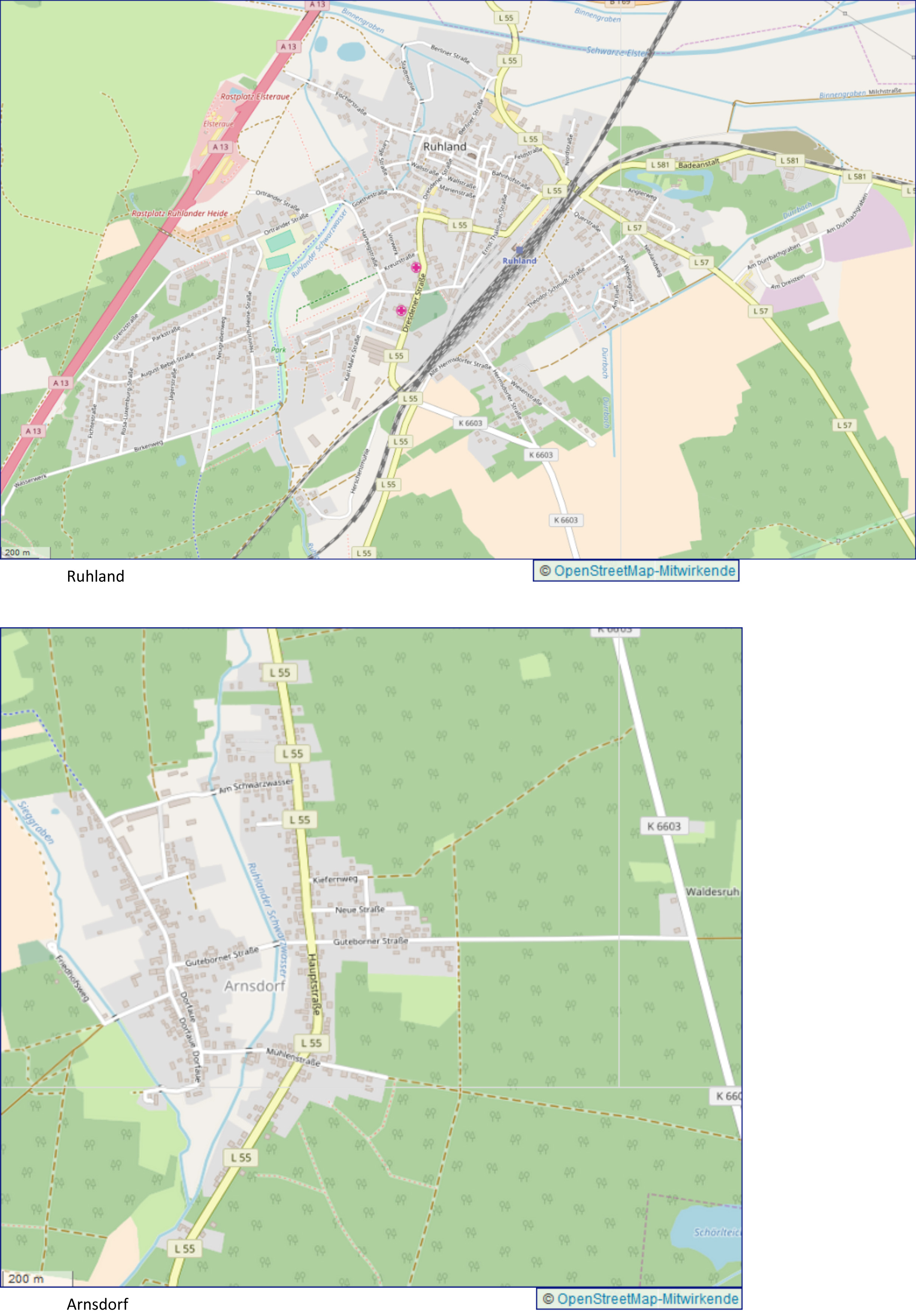
Übersichtskarte von Ruhland mit Ortsteil Arnsdorf

Die Liste der Straßen und Plätze in Ruhland einschließlich Ortsteil Arnsdorf ist eine Übersicht der gegenwärtig vorhandenen benannten Straßen und Plätze. Sie ist Teil der Liste der Straßen und Plätze im Amt Ruhland. Amtlich benannte Brücken sind und waren bisher nicht vorhanden. Es gibt umgangssprachliche Benennungen für 3 Brücken, die in der Straßen-Übersicht aufgeführt werden.
Eine weitere Liste enthält Kleingartenanlagen, Wohnhöfe und Friedhöfe sowie Wege, die für motorisierten Verkehr gesperrt sind.

## Überblick
Ruhland ist eine Kleinstadt mit 3665 Einwohnern, davon 788 im Ortsteil Arnsdorf (Stand: 2015) und Sitz der Amtsverwaltung. Die Gemarkungsfläche beträgt 37,22 km².
Ruhland ist dem Postleitzahlenbereich 01945 zugeordnet.
Die Liste umfasst 85 Straßen und Wege einschließlich der Dorfaue sowie 8 Plätze. 14 Straßen (und inoffiziell ein Platz) sind nach Personen benannt, 10 Straßen nach benachbarten oder entfernteren Zielorten, 18 Straßen nach landschaftlichen Gegebenheiten (z. B. Bergstraße, Am Bach), 11 Straßen und eine Gasse nach Gewerken und Betrieben (Anglerweg, Brauhausgasse, Brauhausplatz, Färbergasse, Fischerstraße, Glashüttenstraße, Jägerstraße, Hospitalstraße, Kirchplatz, Kirchweg, Milchstraße, Mühlenstraße, Wasserwerk), 13 Straßen, zwei Plätze und eine Gasse nach anliegenden Objekten bzw. örtlichen Zielen (Badeanstalt, Bahnhofstraße, Brauhausgasse, Brauhausplatz, Forsthaus, Friedhofsweg, Güterbahnhofstraße, Herschenzmühle, Hospitalstraße, Mühlenstraße, Scheunenweg, Schützenhausplatz, Stadtmühle, Stadtmühlenweg, Wallstraße), 3 Straßen und ein Platz nach Bäumen (Birkenweg, Kiefernweg, Lindenplatz, Pflaumenweg).
Drei umgangssprachlich benannte Brücken haben ihren Namen nach Personen, Wegziel oder Eigenart.

## Übersicht der Straßen und Plätze
- Name/Lage: aktuelle Bezeichnung der Straße oder des Platzes. Über den Link Lage kann die Straße oder der Platz auf verschiedenen Kartendiensten angezeigt werden. Die Geoposition gibt die Lage der ungefähren Mitte der Straßenlänge an. Der Zusatz ‚im Ortsteil‘ gibt den Ortsteil an.
- Im amtlichen Straßenverzeichnis nicht aufgeführte Verkehrswege sind mit * gekennzeichnet.
- Ehemalige oder nicht mehr gültige Straßennamen sind in der Namensspalte kursiv gesetzt. Alle beschriebenen Objekte sind in der Beschreibung kursiv gesetzt. Für bedeutende ehemalige Straßen oder historische Straßennamen ist eine gesonderte Namensliste vorhanden.
- Länge/Maße in Metern:
Die in der Übersicht enthaltenen Längenangaben sind  gerundete Übersichtswerte, die in Google Earth mit dem dortigen Maßstab, in der Regel ohne Berücksichtigung seitliche Abzweigungen, ermittelt wurden. Sie dienen Vergleichszwecken und werden, sofern amtliche Werte bekannt sind, ausgetauscht und gesondert gekennzeichnet.
 Bei Plätzen sind die Maße in der Form a × b für rechteckige Anlagen und für (ungefähr) dreieckige Anlagen als a × b × c mit a als längster Seite angegeben.
 Sofern die Straße auch in benachbarte Ortsteile weiterführt, gibt ein Zusatz ‚im Ortsteil‘ an, wie lang der Straßenabschnitt innerhalb des Ortsteils dieses Artikels ist.
- Namensherkunft: Ursprung oder Bezug des Namens.
- Anmerkungen: weitere Informationen über anliegende Baudenkmale oder Institutionen, die Geschichte der Straße und historische Bezeichnungen.
- Bild: Foto der Straße, des Platzes, Weges usw. oder eines anliegenden Objektes.

| Name/Lage                                                                              | Länge/ Maße (in Metern) | Namensherkunft | Datum der Benennung                                                        | Anmerkungen | Bild                                         |
| -------------------------------------------------------------------------------------- | ----------------------- | --- | -------------------------------------------------------------------------- | --- | -------------------------------------------- |
| Alte Hermsdorfer Straße (Lage) (in „Neue Sorge“)                                       | 0390                    | wörtlich | Alte (nach Bau der Eisenbahn / vor Bau der Kamenzer) Straße nach Hermsdorf | nach Bau der Eisenbahn bis zum Bau der Kamenzer Straße verlief hier die Straße nach Hermsdorf | weitere Bilder                               |
| Alte Poststraße* (Lage) (Außerortsstraße)                                              | 0n. a.                  | wörtlich |                                                                            | von Ruhland am Forsthaus vorbei nach Ortrand | weitere Bilder                               |
| Alte Waldstraße* (Lage) (Außerortsstraße)                                              | 0n. a.                  | wörtlich |                                                                            | von Ruhland über die Sieggrabenfurt zur 1945 zerstörten Brücke Richtung Lauchhammer | weitere Bilder                               |
| Am Anger (Lage) (im Wohnpark „Neue Sorge“)                                             | 0190                    | wörtlich |                                                                            | von Am Wiesengrund nach Westsüdwest, mit Knick nach Süden; berührt Am Fließ und Am Lug | weitere Bilder                               |
| Am Bach (Lage)                                                                         | 0115                    | wörtlich |                                                                            | von Gutshof nach Norden, vor der Fischerstraße eine Fußgängerbrücke über das Schwarzwasser | weitere Bilder                               |
| Am Dreistein (Lage) (im Gewerbegebiet „Große Wiesen“)                                  | 0460                    | nach dem Dreisteingraben und dem alten Flurnamen „Bei den drei Steinen“ | 1994                                                                       | beginnt und endet mit Süd- bzw. Südsüdostabzweig von Am Dürrbachgraben; Gewerbegebiet - Allee Mehlbeeren | weitere Bilder                               |
| Am Dürrbachgraben (Lage) (im Gewerbegebiet „Große Wiesen“)                             | 0705                    | nach dem Dürrbachgraben | 1994                                                                       | von der Bernsdorfer Straße nach Nordnordost zu Badeanstalt; Gewerbegebiet, seit 2016 Teil der L 581 - Stieleichen-Allee | weitere Bilder                               |
| Am Fließ (Lage) (im Wohnpark „Neue Sorge“)                                             | 0265                    | wörtlich |                                                                            | von Am Anger nach Süden im Bogen nach Südsüdwest, kreuzt | weitere Bilder                               |
| Am Lug (Lage) (im Wohnpark „Neue Sorge“)                                               | 0140                    | nach Lug = (feuchte) Wiese |                                                                            | von Am Wiesengrund nach Westnordwest, kreuzt Am Fließ, kreuzt Am Lug | weitere Bilder                               |
| Am Schwarzwasser (Lage) (in Arnsdorf)                                                  | 0545                    | wörtlich |                                                                            | von der Hauptstraße nach Westen zur Ludwig-Jahn-Straße | Am Schwarzwasser                             |
| Am Wiesengrund (Lage) (im Wohnpark „Neue Sorge“)                                       | 0320                    | wörtlich |                                                                            | erschließt den Wohnpark „Neue Sorge“; von der Theodor-Schmidt-Straße nach Südsüdost (dort mit Abzweig nach Südwest), dann weiter nach Süden (mit Abzweig nach Ostnordost) mit Stichweg zum Feldweg am Dürrbachgraben (Verbindung zum Spielplatz des Wohngebiets) | weitere Bilder                               |
| Anglerweg (Lage) (in „Neue Sorge“)                                                     | 0390                    | nach Angler |                                                                            | von der Bernsdorfer Straße nach Nordnordost mit Abzweig zur „Insel“ und Knick nach Westen zur Badeanstalt; erschließt die „Alte Badeanstalt“ (Angelteich, Freifläche, Spazierweg) | weitere Bilder                               |
| August-Bebel-Straße (Lage) (in Schönburgsau)                                           | 0700                    | nach August Bebel (1840–1913), Führer der Arbeiterbewegung und Mitbegründer der SPD | 1945                                                                       | von der Grenzstraße nach Osten zur Fichtestraße, dann nach Ostnordost, kreuzt Jägerstraße, Neugrabenweg, Heinrich-Heine-Straße und endet am Geschwister-Scholl-Weg (das Ende gehört postalisch zur Heinrich-Heine-Straße); vor 1945 Ostmarkstraße | weitere Bilder                               |
| Badeanstalt (Lage) (in „Neue Sorge“)                                                   | 01200                   | nach Badeanstalt |                                                                            | von der Bahnunterführung Elsterbogen nördlich, teilweise parallel der Bahnlinie nach Schwarzbach; bis 2016 Teil der L 581 nach Schwarzbach; nach Neubau der Bahnbrücken und Absenkung der L 57 keine Durchfahrt zur Bernsdorfer Straße | weitere Bilder                               |
| Bahnhof (Straße) (Lage)                                                                | 0200 + 200              | Straße zum Bahnhof |                                                                            | von Bahnhofstraße / Ende Güterbahnhofstraße nach Westsüdwest, erschließt Parkplatz und Blindgleis, eine parallele Straße erschließt den Bahnhof; bisher ohne postalische Bedeutung - denkmalgeschützte Gebäude Bahnhof | weitere Bilder                               |
| Bahnhofstraße (Lage)                                                                   | 0500                    | Straße vom Markt zum Bahnhof |                                                                            | vom Markt / Ende Dresdener Straße nach Ostsüdost zum Ende Güterbahnhofstraße, mit Knick nach Norden zu Elsterbogen/Nordstraße; berührt vorher Kirchgasse, Kirchplatz, Brauhausplatz, Hospitalstraße sowie Marienstraße und kreuzt Ernst-Thälmann-Straße, erschließt Bahnhof - denkmalgeschützte Gebäude Bahnhofstraße 1, 3a, 17 sowie der Bahnhof - Germania-Denkmal - bis zum Eisenbahnbau Guteborner Straße (zusammen mit der späteren (ab 1945) Bernsdorfer Straße) | weitere Bilder                               |
| Bergstraße (Lage)                                                                      | 074                     | wörtlich (hier befand sich ein kleiner Hügel) |                                                                            | von der Hospitalstraße nach Osten zur Feldstraße | weitere Bilder                               |
| Berliner Straße (Lage)                                                                 | 0505                    | Straße nach Berlin; Teil der L 55 |                                                                            | vom Markt nach Norden zu Elsterbogen; berührt Kirchgasse und den postalisch vereinnahmten Pflaumenweg, ein Abzweig erschließt Hinter dem Markt; führt am „Zollhaus“ über die Schwarze Elster zur B 169 und nach Schwarzheide, Schipkauer Straße; Teil der L 55 - denkmalgeschützte Gebäude Berliner Straße 16 und Berliner Straße 19 - 2 Sängerlinden und Gedenkstein am „Zollhaus“ - Grenzstein Provinzgrenze Brandenburg-Schlesien 1825, Uferdamm der Schwarzen Elster gegenüber vom „Zollhaus“ | weitere Bilder                               |
| Bernsdorfer Straße (Lage) (in „Neue Sorge“)                                            | 0570                    | Straße nach Bernsdorf; Teil der L 57 |                                                                            | von der Bahnunterführung Elsterbogen nach Südosten, über Guteborn und Grünewald nach Bernsdorf - vor 1945 Guteborner Straße | weitere Bilder                               |
| Birkenweg (Lage) (in Schönburgsau)                                                     | 0515                    | nach den Birken, die den Weg säumen |                                                                            | vom Neugrabenweg nach Westsüdwest, ursprünglich über die Autobahn hinaus zu Alte Poststraße; Südgrenze der Bebauung des Ortsteils/Wohngebiets Schönburgsau und Ende der Fichtestraße, Rosa-Luxemburg-Straße und Jägerstraße | weitere Bilder                               |
| Brauhausgasse (Lage)                                                                   | 034                     | nach dem Brauhaus |                                                                            | vom Brauhausplatz zu Marienstraße / Ende Karl-Liebknecht-Straße | weitere Bilder                               |
| Brauhausplatz (Lage)                                                                   | 073 × 12                | nach dem Brauhaus |                                                                            | Zufahrt von Bahnhofstraße, Mittelstraße, Wallstraße und Brauhausgasse - denkmalgeschütztes Gebäude Brauhausplatz 2 | weitere Bilder                               |
| Dorfaue (Lage) (in Arnsdorf)                                                           | 01010                   | wörtlich; hier auch wie Dorfanger |                                                                            | westlich parallel zur Hauptstraße von der Guteborner Straße nach Süden (die Straßenlänge ergibt sich aus 2 parallelen Strängen und 2 Abzweigen) | Dorfaue                                      |
| Dresdener Straße (Lage)                                                                | 01100                   | Straße nach Dresden |                                                                            | vom Markt nach Süden zur Kamenzer Straße, vorbei am Friedhof; kreuzt Mittelstraße, Wallstraße, Marienstraße, Rudolf-Breitscheid-Straße und Ernst-Thälmann-Straße/Karl-Marx-Straße, berührt Bahnhofstraße, Goethestraße, Kreuzstraße, Glashüttenstraße und Herschenzmühle; Teil der L 55 - abschnittsweise Allee: Platanen, Linden - denkmalgeschützte Gebäude Dresdener Straße 9 (Geschwister-Scholl-Schule), Dresdener Straße 35 (ältestes Haus, Fachwerkobergeschoss) - Geschwister-Scholl-Gedenkstätte und Einheits-Hainbuche auf dem Schulhof der Geschwister-Scholl-Schule                                                              | weitere Bilder                               |
| Dr.-Otto-Werkmeister-Straße (Lage)                                                     | 0575                    | nach dem Ruhlander Arzt Dr. Otto Werkmeister | 2017                                                                       | von der Kreuzung Rudolf-Breitscheid-Straße/Hartwigstraße nach Westsüdwest an der Kindertagesstätte „Spurensucher“ vorbei, knickt danach nach Süden und dann mehrfach in westliche und südliche Richtung; erschließt ein kleines Eigenhein-Baugebiet und ein Seniorenheim Beschluss der Stadtverordneten vom 20. November 2017; der zuerst vorgeschlagene und vom Hauptausschuss bevorzugte Name Lebensweg (von der KiTa zum Seniorenheim) wurde verworfen | Elsterbogen                                  |
| Elsterbogen (Lage)                                                                     | 0505                    | bogenförmige Straße zur Brücke über die Schwarze Elster |                                                                            | von der Bahnunterführung Bernsdorfer Straße (L 57)/Bahnhofstraße/Nordstraße nach Nordwesten, kreuzt die Feldstraße und mündet in die Berliner Straße; erschließt ein kleines Gewerbe- und Sondergebiet; Umgehungsstraße, Teil der L 55 | weitere Bilder                               |
| Ernst-Thälmann-Straße (Lage)                                                           | 0735                    | nach Ernst Thälmann (1886–1944), Führer der Arbeiterbewegung, Vorsitzender der KPD | 1945                                                                       | von der Dresdener Straße / Anfang Karl-Marx-Straße am Friedhof und Scheunenweg vorbei nach Osten mit Knicks nach Nordnordost und Norden, berührt Karl-Liebknecht-Straße, kreuzt Rudolf-Breitscheid-Straße und Bahnhofstraße, endet an der Feldstraße; vor 1945 Kurt-Meyer-Straße – es ist nicht sicher, welcher der möglichen Namensgeber damals gemeint war | weitere Bilder                               |
| Färbergasse (Lage)                                                                     | 045                     | nach dem alten Handwerk Färben |                                                                            | vom Markt nach Westen zur Gartenstraße | weitere Bilder                               |
| Feldstraße (Lage)                                                                      | 0345                    | wörtlich |                                                                            | von der Bahnhofstraße nach Norden, Knick nach Osten zum Ende Ernst-Thälmann-Straße, kreuzt dann nach Nordosten Elsterbogen und nach Osten die Nordstraße; die Längenangabe beinhaltet das postalisch zur Nordstraße gehörende Ende | weitere Bilder                               |
| Fichtestraße (Lage) (in Schönburgsau)                                                  | 0335                    | eventuell nach dem Berliner Arbeitersportverein „Fichte“ | 1945                                                                       | von der August-Bebel-Straße nach Süden zum Birkenweg; vor 1945 Sudetenstraße | weitere Bilder                               |
| Fischerstraße (Lage)                                                                   | 0698                    | Fischer, Nahrungserwerb der ersten Siedler |                                                                            | vom Markt nach Westen, berührt Gartenstraße, Wallstraße, Stadtmühle und Lange Straße; ursprünglich über die jetzige Autobahn hinaus mit Moltke-Denkmal am Ende, vor 1945 Moltke-Allee - denkmalgeschützte Gebäude Fischerstraße 2, 8 und 12 | weitere Bilder                               |
| Forsthaus (Lage) (Außerortsstraße)                                                     | 0n. a.                  | wörtlich |                                                                            | Straßenstück vor dem Forsthaus, abzweigend von Alte Poststraße, am Radwanderweg Ruhland – Waidmannsruh – Bärhaus | weitere Bilder                               |
| Frauendorfer Weg (Lage) (Außerortsstraße)                                              | 0n. a.                  | von Arnsdorf nach Frauendorf (alte Ortsverbindungsstraße) |                                                                            | ab Dorfaue von Arnsdorf nach Frauendorf (alte Ortsverbindungsstraße, ausgebauter Radweg) |                                              |
| Friedhofsweg (Lage) (in Arnsdorf)                                                      | 0280                    | zum Friedhof |                                                                            | ab Dorfaue / Frauendorfer Weg nach Norden zum Friedhof - Kriegs- und Gewaltopfer-Gedenkstein auf dem Friedhof Arnsdorf |                                              |
| Friedrich-Engels-Straße (Lage)                                                         | 0255                    | nach Friedrich Engels (1820–1895), Philosoph und kommunistischer Revolutionär | 1945                                                                       | von der Karl-Marx-Straße / Glashüttenstraße an Straße des Aufbaus vorbei nach Westen zur Fuß- und Radwegbrücke über das Ruhlander Schwarzwasser zum Geschwister-Scholl-Weg und Heinrich-Heine-Straße | weitere Bilder                               |
| Gartenstraße (Lage)                                                                    | 0130                    | nach dem Garten |                                                                            | von der Fischerstraße nach Süden zur Wallstraße, berührt Mittelstraße und Färbergasse | weitere Bilder                               |
| Glashüttenstraße (Lage)                                                                | 0175                    | nach der Ruhlander Glashütte |                                                                            | von der Dresdener Straße nach Westen zur Karl-Marx-Straße; berührt den Platz der Jungen Pioniere - vor 1945 Glashütte - Lindenallee | weitere Bilder                               |
| Goethestraße (Lage)                                                                    | 0305                    | nach Johann Wolfgang von Goethe (1749–1832), deutscher Dichter und Naturforscher |                                                                            | von der Dresdener Straße nach Westen zur Ortrander Straße / Hartwigstraße, berührt die Lange Straße - vor 1945 Wilhelmstraße - Linden, Eschen und Flatter-Ulme am Schwarzwasser-Ufer - denkmalgeschütztes Gebäude Goethestraße 16 | weitere Bilder                               |
| Grenzstraße (Lage) (in Schönburgsau)                                                   | 0565                    | die Straße ist Westgrenze der Bebauung |                                                                            | von der Ortrander Straße nach Südwest, berührt die Enden von Parkstraße und August-Bebel-Straße und geht in einen Waldweg parallel zur Autobahn über, der zum Birkenweg/Wasserwerk führt - um 1980, am Anfang der Bebauung, hieß die Straße kurzzeitig An der Autobahn | weitere Bilder                               |
| Guteborner Straße (Lage) (in Arnsdorf)                                                 | 0815                    | von der Dorfaue nach Guteborn (alte Ortsverbindungsstraße) |                                                                            | von der Dorfaue über Hauptstraße und Waldstraße nach Guteborn (alte Ortsverbindungsstraße, ausgebauter Radweg) |                                              |
| Güterbahnhofstraße (Lage)                                                              | 0210                    | Straße am und parallel zum Güterbahnhof |                                                                            | von der Bahnhofstraße nach Südwest zur Rudolf-Breitscheid-Straße und auf Bahngelände ohne postalische Bedeutung weiter zur Ernst-Thälmann-Straße - denkmalgeschützte Gebäude Bahnhof Ruhland und Nebengebäude sowie Wasserturm | weitere Bilder                               |
| Gutshof (Lage)                                                                         | 0115                    | wörtlich |                                                                            | vom Lindenplatz nach Westen zu Lange Straße - denkmalgeschützte Gebäude Gutshof 2 Gutshof mit Heimatmuseum und Gutshof 1 (Wohnhaus) - wurde einschließlich Brücke im Jahre 2003 als Bestandteil des Sanierungsgebietes „Ruhlander Stadtkern“ grundhaft instand gesetzt | weitere Bilder                               |
| Hainweg (Lage) (in Schönburgsau)                                                       | 0700                    | nach Hain (kleiner Wald) | 2005                                                                       | von der Ortrander Straße nach Norden mit Knick nach Osten, erschließt ein kleines Wohngebiet hinter der Matzmühle westlich des Haingrabens | weitere Bilder                               |
| Hartwigstraße (Lage)                                                                   | 0540                    | nach Eduard Hartwig, „verdienstvoller Rathmann bis 1901“ | (<) 1926                                                                   | von der Goethestraße / Ortrander Straße nach Süden zur Glashüttenstraße, kreuzt Rudolf-Breitscheid-Straße (vereinnahmt deren Ende) und Karl-Marx-Straße, berührt die Kreuzstraße | weitere Bilder                               |
| Hauptstraße (Lage) (in Arnsdorf)                                                       | 01600                   | wörtlich |                                                                            | Teil der L 55, führt parallel zum Ruhlander Schwarzwasser von Süden nach Norden durch den ganzen Ortsteil | Hauptstraße                                  |
| Heinrich-Heine-Straße (Lage) (in Schönburgsau)                                         | 0700                    | nach Heinrich Heine (1797–1856), deutscher Dichter, Schriftsteller und Journalist | 1945                                                                       | von der Ortrander Straße nach Süden, kreuzt die August-Bebel-Straße und endet am Geschwister-Scholl-Weg; die verlängerte August-Bebel-Straße und Abzweige zum Geschwister-Scholl-Weg gehören postalisch zur Heinrich-Heine-Straße; ein Abzweig führt als Fuß- und Radweg über das Ruhlander Schwarzwasser zur Friedrich-Engels-Straße; vor 1945 Schönburgs-Au wie der Ortsteil | weitere Bilder                               |
| Hermsdorfer Straße (Lage) (in „Neue Sorge“)                                            | 0435                    | Straße nach Hermsdorf |                                                                            | vom südwestlichen Ende der Theodor-Schmidt-Straße nach Südsüdost, trifft auf die Kamenzer Straße und führt nach Hermsdorf und Lipsa | weitere Bilder                               |
| Herschenzmühle (Lage)                                                                  | 0960                    | nach einem Besitzer der Mühle |                                                                            | von der Dresdener Straße zwischen den Bahnunterführungen nach Südwesten, erschließt den Wohnplatz Herschenzmühle und das Gebiet zwischen den Bahnlinien | Herschenzmühle                               |
| Hinter dem Markt* (Lage)                                                               | 040 × 25                | wörtlich |                                                                            | Der Platz hinter den Gebäuden im Winkel zwischen Berliner Straße und Markt hat keine postalische Adresse; ein öffentlicher Parkplatz hinter der Druckerei geht in die Höfe der Bebauung über; in Verlängerung der Zufahrt von der Berliner Straße gibt es einen Fußweg („Janks Gäßchen“) zum Stadtmühlenweg durch Gärten und über das Schwarzwasser zu Stadtmühle. | weitere Bilder                               |
| Horst-Bormann-Brücke* (Lage) (am Schwarzwasser zur Friedrich-Engels-Straße)            | 05                      | nach dem Biologie-Lehrer Horst Bormann (1928–2015), Schöpfer des Schulgartens Ruhland | 2021                                                                       | früher „Blaue Brücke“, davor „Polterbrücke“ wegen des Bohlen-Belags; Verbindung von der Heinrich-Heine-Straße zum Ostabzweig des Geschwister-Scholl-Wegs und der Friedrich-Engels-Straße / Straße des Aufbaus | Horst-Bormann-Brücke                         |
| Hospitalstraße (Lage)                                                                  | 0117                    | hier befand sich das Hospital |                                                                            | von der Bahnhofstraße nach Norden, berührt die Bergstraße und Kirchplatz (Verbindungsgasse) - denkmalgeschützte Gebäude Hospitalstraße 3, 8 und 9 - wurde im Jahre 2004 grundlegend instand gesetzt (15.000 € Stadt Ruhland, 35.000 € Wasserverband) | weitere Bilder                               |
| Jägerbrücke* (Lage) (über die Autobahn zum Forsthaus)                                  | 05                      | nach einer Nutzer-Gruppe; auch „Forstweg-Brücke“ wegen des Wegziels | 1900                                                                       | Verbindung von der Ortrander Straße zur Alten Poststraße, zu den Großen Wiesen und Ruhlander Forst | Jägerbrücke                                  |
| Jägerstraße (Lage) (in Schönburgsau)                                                   | 0445                    | nach dem Jäger |                                                                            | von der Parkstraße über August-Bebel-Straße nach Süden zum Birkenweg | weitere Bilder                               |
| Jenstech-Weg* (Lage) (Außerortsstraße)                                                 | 02370                   | nach dem alten Flurnamen Im Jenstech, von Gänsesteg (Jenschstech, Jensteich, Jensteig) |                                                                            | von (etwas nördlich) Arnsdorf, die verlängerte Hermsdorfer Straße querend, zur L 57 etwas südlich der Einmündung von Schwarzer Weg | Jenstech-Weg                                 |
| Kamenzer Straße (Lage) (zu „Neue Sorge“)                                               | 0415                    | nach Kamenz |                                                                            | von der Bahnunterführung Dresdener Straße / Kreuzung Alte Hermsdorfer Straße nach Ostsüdost, trifft auf die Hermsdorfer Straße und führt nach Hermsdorf und Lipsa; Teil der K 6603 | weitere Bilder                               |
| Karl-Liebknecht-Straße (Lage)                                                          | 0360                    | nach Karl Liebknecht (1871–1919), Führer der Arbeiterbewegung | 1945                                                                       | vor 1945 Wilhelmstraße | weitere Bilder                               |
| Karl-Marx-Straße (Lage)                                                                | 0590                    | nach Karl Marx (1818–1883), Philosoph und Ökonom, Theoretiker der Arbeiterbewegung | 1945                                                                       | von der Dresdener Straße nach Westen zur Kreuzung mit der Hartwigstraße, biegt dann nach Süden ab über die Einmündungen von Friedrich-Engels-Straße und Glashüttenstraße und endet an einem Industriegebiet (Stahlbau); berührt den Platz der Jungen Pioniere; vor 1945 General-Litzmann-Allee | weitere Bilder                               |
| Kiefernweg (Lage) (in Arnsdorf)                                                        | 0165                    | nach der Kiefer |                                                                            | von der Hauptstraße nach Osten zu Kiefernweg |                                              |
| Kirchgasse (Lage)                                                                      | 0150                    | wörtlich |                                                                            | vom Markt / Ende Berliner Straße zum Kirchplatz, auf dessen Westseite gabelnd nach Süden zur Bahnhofstraße und nach Norden bei einem kleinen Wohnblock hinter dem Pfarrhausgarten endend | weitere Bilder                               |
| Kirchplatz (Lage)                                                                      | 064 × 42                | wörtlich |                                                                            | postalisch dazu gehört die Straße vor den Pfarrhäusern im Norden, die Verbindung im Osten zur Bahnhofstraße, deren Verlängerung nach Norden und die Verbindungsgasse zur Hospitalstraße mit 50 m Länge; die Straße im Westen und Verbindung im Westen zur Bahnhofstraße gehören postalisch zur Kirchgasse - denkmalgeschützte Gebäude evangelische Kirche und Kirchplatz 2 (Pfarrhaus) mit Kriegs- und Gewaltofer-Gedenktafeln im Eingangsbereich - Germania-Denkmal | weitere Bilder                               |
| Kirchweg* (Lage) (Außerortsstraße)                                                     | 0n. a.                  | Weg zur Ruhlander Kirche |                                                                            | Weg von Arnsdorf nach Ruhland, Abzweig der jetzigen Ludwig-Jahn-Straße über das Schwarzwasser auf die jetzige Herschenzmühle, auch auf den Mordweg, die jetzige L 55 | Kirchweg                                     |
| Klaus-Reichelt-Brücke* (Lage) (am Schwarzwasser östlich der Gartenanlage „Hundemeile“) | 05                      | nach dem Zimmerermeister Klaus-Reichelt, der diese Schwarzwasser-Brücke am östlichen Zugang der Gartenanlage „Hundemeile“ instand setzte                                                                      | 2010                                                                       | östlicher Zugang der Gartenanlage „Hundemeile“, am gleichnamigen Weg zwischen dem Ostabzweig des Geschwister-Scholl-Wegs und dem Neugrabenweg | Klaus-Reichelt-Brücke                        |
| Klaus-Reichelt-Platz* (Lage) (in der Gartenanlage „Hundemeile“)                        | 055 × 10                | nach dem Zimmerermeister Klaus-Reichelt, der eine Schwarzwasser-Brücke am östlichen Zugang instand setzte | 2010                                                                       | in der Gartenanlage „Hundemeile“, am gleichnamigen Weg zwischen dem Ostabzweig des Geschwister-Scholl-Wegs und dem Neugrabenweg | weitere Bilder                               |
| Kreuzstraße (Lage)                                                                     | 0180                    | nach einem damals etwa 450-jährigen Sühnekreuz am Beginn | 1926                                                                       | von der Dresdener Straße nach Westsüdwest zur Hartwigstraße, berührt Vorwerk | weitere Bilder                               |
| Langer Weg* (Lage) (Schönburgsau, Außerortsstraße)                                     | 0n. a.                  | wörtlich |                                                                            | vom Schützenhaus über die Filzenwiese und den Buschgraben; der bebaute Anfang gehört jetzt zur Ortrander Straße | Langer Weg                                   |
| Lange Straße (Lage)                                                                    | 0278                    | wörtlich |                                                                            | von der Fischerstraße nach Norden zur Goethestraße, berührt Gutshof | weitere Bilder                               |
| Lindenplatz (Lage)                                                                     | 030 × 20 × 20           | wörtlich |                                                                            | Zufahrt von Marienstraße, Wallstraße und Gutshof | weitere Bilder                               |
| Lindenstraße (Lage)                                                                    | 0140                    | wörtlich | 2023                                                                       | von der Kreuzstraße, Kreuzung Hartwigstraße, weiter nach Westsüdwest vor 2022 Weg im Nordostteil der Kleingartenanlage „Sommerfreude“ | weitere Bilder                               |
| Ludwig-Jahn-Straße (Lage) (in Arnsdorf)                                                | 0550                    | nach Friedrich Ludwig Jahn (1778–1852), Pädagoge, Initiator der deutschen Turnbewegung |                                                                            | von der Dorfaue nach Osten und dann mit 2 Abzweigen nach Norden zu Am Schwarzwasser | Ludwig-Jahn-Straße                           |
| Marienstraße (Lage)                                                                    | 0420                    | nach Maria (Mutter Jesu) |                                                                            | vom Lindenplatz nach Süden und dann nach Ostsüdost über Dresdener Straße und Brauhausgasse / Ende Karl-Liebknecht-Straße nach Nordnordost zur Bahnhofstraße - denkmalgeschütztes Gebäude Marienstraße 12 | weitere Bilder                               |
| Markt (Lage)                                                                           | 054 × 54                | nach dem Markt |                                                                            | Zufahrt von Berliner Straße, Dresdener Straße, Fischerstraße, Bahnhofstraße; Zugang von der Färbergasse - Baumreihe 4 Spitzahorn, geschnitten, auf der Westseite - denkmalgeschütztes Ensemble - Marktbrunnen und Postmeilensäule | weitere Bilder                               |
| Milchstraße (Lage) (Außerortsstraße)                                                   | 04800                   | nach Milch, Milchviehanlage am Ende der Straße |                                                                            | früher landläufig auch LPG-Straße von Ruhland Schwarzbacher Weg nach Biehlen |                                              |
| Mittelstraße (Lage)                                                                    | 0220                    | wörtlich |                                                                            | vom Brauhausplatz nach Westnordwest über Dresdener Straße zur Gartenstraße | weitere Bilder                               |
| Mühlenstraße (Lage) (in Arnsdorf)                                                      | 0527                    | nach der Mühle am Schwarzwasser |                                                                            | von der Dorfaue nach Osten über die Hauptstraße hinweg zur K 6603 | Mühlenstraße                                 |
| Neue Straße (Lage) (in Arnsdorf)                                                       | 0295                    | wörtlich |                                                                            | von der Hauptstraße nach Osten über Waldstraße hinweg zum Ortsrand und einem Waldweg |                                              |
| Neugrabenweg (Lage) (in Schönburgsau)                                                  | 0905                    | nach dem Neugraben, einem vor 1900 wichtigen Entwässerungsgraben |                                                                            | von der Ortrander Straße nach Süden, kreuzt die August-Bebel-Straße, berührt Parkstraße, Birkenweg und Geschwister-Scholl-Weg und führt weiter als asphaltierter Weg durch das Kreuzungsbauwerk der Bahn nach Arnsdorf bzw. zum Forsthaus | weitere Bilder                               |
| Neulandweg (Lage) (in „Neue Sorge“)                                                    | 0313                    | nach dem alten Flurnamen Alte Neuländer: Neuland = für den Ackerbau urbar gemachtes Gebiet |                                                                            | von der Theodor-Schmidt-Straße / Ecke Bernsdorfer Straße nach Südsüdost bis zum Feldweg am Dürrbachgraben | weitere Bilder                               |
| Nordstraße (Lage)                                                                      | 0270                    | wörtlich |                                                                            | von der Bahnhofstraße und Bahnunterführung Elsterbogen nach Norden, das Ende der Feldstraße kreuzend; nach Neubau der Bahnbrücken und Absenkung der L 57 keine Durchfahrt mehr zur Bahnhofstraße, Zufahrt nur noch über Feldstraße; die Längenangabe beinhaltet einen Seitenzweig, der postalisch zur Nordstraße gehört, aber auch blindes Ende der Feldstraße ist | weitere Bilder                               |
| Ortrander Straße (Lage) (in Schönburgsau)                                              | 0785                    | Ortrand, Nachbarstadt; hier begann die Alte Poststraße nach Ortrand |                                                                            | von Goethestraße / Ecke Hartwigstraße über das Ruhlander Schwarzwasser bei der Matzmühle nach Westsüdwest; dazu gehört ein Abzweig am Schützenhaus, der früher als Langer Weg über die jetzige Autobahn hinaus in die Buschwiesen führte; mit der Ortrander Straße begann der Parschkenweg mit Abzweig zu Alte Poststraße nach Ortrand, die ursprünglich gerade Verbindung zum ehemaligen Parschkenweg wurde durch die Autobahn unterbrochen - bis 1945 Grenzweg - über große Strecken Roteichen-Allee - Turner-Denkmal für im Ersten Weltkrieg gefallene Turner - Gedenktafel an der Schießhalle für im Ersten Weltkrieg gefallene Schützen | weitere Bilder                               |
| Parkstraße (Lage) (in Schönburgsau)                                                    | 0505                    | nach dem damaligen Stadtpark (angelegt als Prinzess-Luisen-Weg, s. Geschwister-Scholl-Weg), der die Siedlung Schönburgsau begrenzt                                                                            |                                                                            | vom Neugrabenweg nach Westsüdwest zur Grenzstraße, berührt Jägerstraße und Rosa-Luxemburg-Straße | weitere Bilder                               |
| Parschkenweg* (Lage) (Außerortsstraße)                                                 | 0n. a.                  | nach dem alten Flurnamen Im Parschken, der Name stammt vom sorbischen breza = Birke |                                                                            | Verlängerung der jetzigen Ortrander Straße | Parschkenweg                                 |
| Parzellenstraße (Lage) (in Schönburgsau)                                               | 0128                    | nach Parzelle (Grundstück) | 1945                                                                       | von der Fichtestraße nach Osten zur Rosa-Luxemburg-Straße; 1922 bis 1945 Wilhelm Gustloff-Straße, 1945 bis 1974 (Eingemeindung Arnsdorf) Ludwig-Jahn-Straße | weitere Bilder                               |
| Pflaumenweg* (Lage)                                                                    | 0n. a.                  | wörtlich |                                                                            | vom Zollhaus zur Stadtmühle; postalisch zu Berliner Straße - Pflaumen-Allee | Pflaumenweg                                  |
| Platz der Jungen Pioniere* (Lage)                                                      | 0130 × 125 × 53         | nach den Jungen Pionieren |                                                                            | öffentlicher Kinderspielplatz des Wohngebiets - 1938 Grünanlage durch Heimatverein angelegt - früher „Galgen“ oder „Am Galgen“ | weitere Bilder                               |
| Querstraße (Lage) (in „Neue Sorge“)                                                    | 0290                    | wörtlich; Linden-Doppelreihe im mittleren Drittel |                                                                            | von der Bernsdorfer Straße bei der Bahnunterführung nach Südwest mit Knick zur Theodor-Schmidt-Straße; noch 1931 verlief hier entlang die Bernsdorfer Straße - Hausnr. 3 katholische Kirche - vor 1945 Alte Guteborner Straße | weitere Bilder Straße und katholische Kirche |
| Ringstraße (Lage) (in „Neue Sorge“)                                                    | 0230                    | wörtlich |                                                                            | vom Anglerweg nach Ostsüdost mit Knick zur Bernsdorfer Straße | weitere Bilder                               |
| Rosa-Luxemburg-Straße (Lage) (in Schönburgsau)                                         | 0420                    | nach Rosa Luxemburg (1871–1919), Wortführerin der Linken in der SPD und Mitbegründerin der KPD | 1945                                                                       | von der Parkstraße über August-Bebel-Straße nach Süden zum Birkenweg; vor 1945 Saarlandstraße | weitere Bilder                               |
| Rudolf-Breitscheid-Straße (Lage)                                                       | 0550                    | nach Rudolf Breitscheid (1874–1944), linksliberaler und später sozialdemokratischer Politiker | 1945                                                                       | von der Güterbahnhofstraße über Ernst-Thälmann-Straße, Karl-Liebknecht-Straße, Hartwigstraße nach Westen, berührt Vorwerk; das westliche Ende gehört postalisch zu Hartwigstraße; vor 1945 Suchystraße und Schäfereiweg - denkmalgeschütztes Gebäude Rudolf-Breitscheid-Straße 4 (ehemals Amtsgericht, jetzt Amtsverwaltung) | weitere Bilder                               |
| Scherenweg* (Lage) (Außerortsstraße)                                                   | 0~1600                  | nach dem alten Flurnamen Die Schären, (wie mit der Pflugschar gezogene) schmale Streifen |                                                                            | von Ruhland durch das Kreuzungsbauwerk der Bahn nach Arnsdorf (verlängerter Neugrabenweg, unterbrochen durch die Bahnlinie nach Ortrand) |                                              |
| Scheunenweg (Lage)                                                                     | 090                     | wörtlich |                                                                            | an der Ostmauer des Friedhofs, jetzt Privatstraße | Scheunenweg                                  |
| Schwarzbacher Weg (Lage) (Außerortsstraße)                                             | 01000                   | wörtlich |                                                                            | von der Bahnunterführung Elsterbogen zwischen den Bahnlinien zur Grünabfalldeponie, früher Straße von Ruhland nach Schwarzbach, kreuzte nach weiteren 200 m den jetzigen Verlauf der Bahnlinie und verlief dann weiter wie die jetzige L 581; damals gab es Badeanstalt noch nicht. | Schwarzbacher Weg                            |
| Schwarzer Weg* (Lage) (Außerortsstraße)                                                | 0n. a.                  | auch Leichenweg (aus der Zeit, als Guteborn und die östlicheren Amtsgemeinden noch keinen eigenen Friedhof hatten)                                                                                            |                                                                            | früher auch Leichenweg, Transportweg nach Guteborn, Verlängerung der jetzigen Wiesenstraße über den Blumengraben | Schwarzer Weg                                |
| Schützenhausplatz* (Lage)                                                              | 0120 × 50               | wörtlich |                                                                            | auch Festplatz; gehörte vor dem 1. Weltkrieg dem Turnverein „Gut Heil“, der dort mit seiner Großfeldhandballmannschaft spielte. | weitere Bilder                               |
| Stadtmühle (Lage)                                                                      | 0370                    | wörtlich |                                                                            | von der Fischerstraße nach Norden zum Pflaumenweg, berührt den Stadtmühlenweg | weitere Bilder                               |
| Stadtmühlenweg (Lage)                                                                  | 0205                    | wörtlich |                                                                            | von der Stadtmühle nach Osten mit Knick nach Norden, erschließt eine Gartenanlage; am Anfang Abzweig zu „Janks Gäßchen“ zu Hinter dem Markt | weitere Bilder                               |
| Straße des Aufbaus (Lage)                                                              | 0335                    | wörtlich vom Aufbau nach dem 2. Weltkrieg |                                                                            | von der Friedrich-Engels-Straße nach Süden mit Knick nach Westen und wieder zurück zur Friedrich-Engels-Straße und Fuß- und Radwegbrücke über das Ruhlander Schwarzwasser zum Geschwister-Scholl-Weg und Heinrich-Heine-Straße; die Längenangabe beinhaltet die Zufahrt zu Garagen und Ringschluss zur Friedrich-Engels-Straße |                                              |
| Theodor-Schmidt-Straße (Lage) (in „Neue Sorge“)                                        | 01010                   | nach Karl Ernst Theodor Schmidt aus Drense (Kreis Prenzlau), 1894–1916 Archidiakon (gleichzeitig Kapellenprediger in Guteborn); Begründer der an der alten Guteborner Straße gelegenen „Kolonie“ (Neue Sorge) | 1926                                                                       | von der Bernsdorfer Straße nach Südsüdwest zur Hermsdorfer Straße, zeitweise parallel zur Bahnlinie, erschließt das ursprüngliche Wohngebiet „Neue Sorge“; die Straßenlänge und Hausnummerierung bezieht eine Querstraße mit ein | weitere Bilder                               |
| Vorwerk (Lage)                                                                         | 0140                    | nach dem Vorwerk | 1926                                                                       | von der Rudolf-Breitscheid-Straße nach Süden zur Kreuzstraße; landläufig noch der frühere (seit 1926) Name Vorwerkstraße | weitere Bilder                               |
| Waldesruh (Lage) (Außerortsstraße, zu Arnsdorf)                                        | 0350                    | wörtlich |                                                                            | Stück der Hermsdorfer Straße (K6603) südlich der Kreuzung Guteborner Straße (Alte Abdeckerei) | Waldesruh                                    |
| Waldstraße (Lage) (in Arnsdorf)                                                        | 0180                    | wörtlich |                                                                            | von der Hauptstraße nach Osten mit Knick nach Norden über Guteborner Straße und Neue Straße zum Kiefernweg |                                              |
| Wallstraße (Lage)                                                                      | 0242                    | nach dem Wall (Stadtbefestigung) |                                                                            | vom Brauhausplatz über Dresdener Straße nach Westnordwest zum Lindenplatz / Ende Marienstraße mit Knick nach Norden zur Fischerstraße | weitere Bilder                               |
| Wasserwerk (Lage) (in Schönburgsau)                                                    | 0425                    | nach dem Wasserwerk, dem es bis zum Abriss als Zufahrt diente |                                                                            | postalisch der Birkenweg 60 m westlich der Fichtestraße bis zur Autobahn mit Knick nach Süden zum ehemaligen Betriebsgelände des Wasserwerks | weitere Bilder                               |
| Wiesenstraße (Lage) (in „Neue Sorge“)                                                  | 0510                    | wörtlich |                                                                            | von der Kreuzung Alte Hermsdorfer Straße / Hermsdorfer Straße nach Südosten; hier begann der Schwarze Weg oder Leichenweg nach Guteborn | weitere Bilder                               |

## Wichtige alte Straßennamen
- General-Litzmann-Allee – jetzt Karl-Marx-Straße (umbenannt 1945)
- Moltke-Allee – jetzt Fischerstraße (umbenannt 1945)
- Suchystraße – heutige Rudolf-Breitscheid-Straße zwischen Karl-Liebknecht-Straße und Ernst-Thälmann-Straße, anfangs ein Weg, dann als Privatstraße ausgebaut;

nach Georg Suchy – Baumeister und Architekt, geb. 18. Januar 1862 in Königswartha, Gründer des Familiensitzes in Ruhland

## Weitere öffentlich genutzte Flächen und Wege
Diese Liste enthält
- Rad- und Fußwege

Geschwister-Scholl-Weg, Hainsteg, Janks Gäßchen, Pflaumenweg
- Kleingartenanlagen

„Sommerfreude“, „Sonnenschein“, „Hundemeile“, Am Stadtmühlenweg, Am Pflaumenweg (städt.+priv.), Hinter der Ortrander Straße (auf gepachtetem Privatland, seit 2017 von Wohnungsbaugenossenschaft Schwarzheide eG); Am Schwarzwasser (Ostufer Fr.-Engels-Str. bis Stahlbau)
- Wanderwege

(Zengler-ABM)
- Friedhöfe Arnsdorf, Ruhland
- Sonstiges

Freizeitzentrum Arnsdorf Bild fehlt
Zollhausgarten
Schützenhausgarten
Sportplätze Arnsdorf, Ruhland -> auch Sportstätten (+ Turnhalle)
Spielplätze WG Neue Sorge, Platz der Jungen Pioniere
Alte Badeanstalt-Freifläche, Angelteich und Rundweg
- Feldwege (Auswahl)
 (als Abkürzungen und zeitweise bei Umleitungen genutzte Wirtschaftswege)
- Wohnhöfe
 3 Höfe hinter den Blocks Ortrander Str.; weitere bei Friedrich-Engels-Straße, Karl-Marx-Straße und Straße des Aufbaus

| Objekttyp    | Name                                                        | Zugang/Lage                                                                      | Länge/ Maße (in Metern) | Anmerkungen | Bild                                         |
| ------------ | ----------------------------------------------------------- | -------------------------------------------------------------------------------- | ----------------------- | --- | -------------------------------------------- |
| Typ?         | Am Angelteich „Neue Sorge“                                  | Anglerweg (Lage) (im Wohngebiet „Neue Sorge“)                                    | 050 × 15                | „alte Badeanstalt“, Angelteich, Spazierweg | weitere Bilder                               |
| Biergarten   | Freizeitzentrum Arnsdorf                                    | Dorfaue, zwischen Hausnr. 9 und Friedhofsweg 1 (Lage) (in Arnsdorf)              | 0115 × 55               | | weitere Bilder                               |
| Biergarten   | Miletas Biergarten                                          | Goethestraße (Lage)                                                              | 07 × 7                  | Goethestraße 18, Ecke Lange Straße, vor der Gaststätte | weitere Bilder                               |
| Biergarten   | Miletas Hof                                                 | Goethestraße (Lage)                                                              | 022 × 9                 | weiterer Zugang Marienstraße; damit Durchgang Goethestraße – Marienstraße und Bowlingbahn |                                              |
| Kaffeegarten | Pfarrhausgarten                                             | Kirchplatz (Lage)                                                                | 055 × 25                | Kaffeegarten, interne und öffentliche Veranstaltungen der evangelischen Kirchgemeinde; auch einbezogen in Stadtfeste | weitere Bilder                               |
| Biergarten   | Schützenhausgarten Schönburgsau                             | Ortrander Straße (Lage) (in Schönburgsau)                                        | 042 × 28                | Kaffee- und Biergarten, auch Vereinsveranstaltungen (Schützenfest, Amtssängertreffen) und einbezogen in Stadtfeste | weitere Bilder                               |
| Biergarten   | Zollhausgarten                                              | Berliner Straße (Lage)                                                           | 030 × 60                | früher Kaffee- und Biergarten, jetzt alkoholfrei, Bewirtschaftung durch „Vereint im Zollhaus“; auch für Vereinsveranstaltungen | Zollhausgarten 25. Mai 2017                  |
| Friedhof     | Friedhof Arnsdorf                                           | Friedhofsweg (Lage) (in Arnsdorf)                                                | 0115 × 55               | | weitere Bilder                               |
| Friedhof     | Friedhof                                                    | Ernst-Thälmann-Straße (Lage)                                                     | 0250 × 205 × 200        | Maße unter Einbeziehung des sowjetischen Ehrenfriedhofs | weitere Bilder                               |
| Wanderweg    | Elsterdamm beim „Zollhaus“                                  | Berliner Straße (Lage)                                                           | 0500                    | Linden-Doppelreihe bis zum Bahndamm | Elsterdamm beim „Zollhaus“                   |
| Wanderweg    | Geschwister-Scholl-Weg, Stadtpark                           | Ortrander Straße (Lage)                                                          | 01200 + 600             | weitere Zugänge vom Birkenweg / Neugrabenweg, von der Heine-Straße, von der Friedrich-Engels-Straße und Karl-Marx-Straße über Ulmenweg sowie von der Ortrander Straße / Hainsteg; Erholungswald; die 2. Längenangabe betrifft die Wegstrecke am Ostufer bis zum (Fahrweg an der Bahnlinie) | weitere Bilder                               |
| Wanderweg    | „Janks Gäßchen“*                                            | Stadtmühle/Stadtmühlenweg (Lage)                                                 | 0200                    | weiterer Zugang von Hinter dem Markt über Berliner Straße | weitere Bilder                               |
| Wanderweg    | Konsum-Weg* in Schönburgsau                                 | Ortrander Straße (Lage)                                                          | 0215                    | der Waldpfad ist etwa die Verlängerung der Jägerstraße (wo sich früher die Konsum-Verkaufsstelle befand) zur Ortander Straße / Grenzstraße; weiterer Zugang Parkstraße | Konsum-Weg in Schönburgsau                   |
| Wanderweg    | Hainsteg                                                    | Ortrander Straße / Geschwister-Scholl-Weg (Lage)                                 | 0375                    | weiterer Zugang von der Fischerstraße | weitere Bilder                               |
| Wanderweg    | Pflaumenweg* (postalisch zu Berliner Straße)                | Berliner Straße (Lage)                                                           | 0385                    | weiterer Zugang von Stadtmühle; Pachtgärten am Weg | Pflaumenweg                                  |
| Feldweg      | Hainwiesenweg*                                              | Fischerstraße (Lage)(an Schonburgsau)                                            | 0900                    | Weg durch die „Hainwiesen“ parallel zur Autobahn A 13 weitere Zugänge: vom Hainweg (über das Feld); von der Ortrander Straße: mittiger Abzweig beim Schützenhaus, und über Wohnhöfe (und Kleingartenanlage) bei Hausnr. 5 und 9 Bau-Zufahrt zur Autobahn-Raststätte                        | weitere Bilder                               |
| Feldweg      | Bahndamm-Parallelweg Ost*                                   | Querstraße (Lage)(am Wohngebiet „Neue Sorge“)                                    | 0800                    | Feldweg parallel zur Theodor-Schmidt-Straße am Bahndamm weitere Zugänge von der Theodor-Schmidt-Straße (mittiger Abzweig), Hermsdorfer Straße, Alte Hermsdorfer Straße Bau-Zufahrt zum Bahn-Betriebsgelände                                                                                | bei Querstraße 1 südwestwärts                |
| Feldweg      | Bahndamm-Parallelweg West*                                  | Dresdener Straße (Lage)                                                          | 01160                   | Waldweg verlängerte Dresdener Straße am Bahndamm weitere Zugänge vom Geschwister-Scholl-Weg (Ostabzweig), verlängertem Neugrabenweg (Anbindung Gebietsradwegenetz) Zufahrt zum SIAG-Betriebsgelände und Forstwirtschaft sowie Pachtgärten am Schwarzwasser                                 |                                              |
| Feldweg      | Dürrbachgraben-Feldweg*                                     | L 57 (Bernsdorfer Straße) (Lage)(am Wohngebiet „Neue Sorge“)                     | 01000                   | Feldweg parallel zur Theodor-Schmidt-Straße am Dürrbachgraben weitere Zugänge vom Neulandweg, Am Fließ (Fußweg), Theodor-Schmidt-Straße (mittiger Abzweig), Wiesenstraße Streuobstwiese, Zugang zum Spielplatz „Neue Sorge“; Flächenzufahrt Landwirtschaft                                 | weitere Bilder                               |
| Gartenanlage | Gartenanlage Am Pflaumenweg                                 | Pflaumenweg über Berliner Straße (Lage)                                          | 0200 × 75               | weiterer Zugang von Stadtmühle; Pachtgärten | Gartenanlage Am Pflaumenweg                  |
| Gartenanlage | Gartenanlage Am Schwarzwasser                               | Geschwister-Scholl-Weg Ost-Zweig über Friedrich-Engels-Straße – Ulmenweg* (Lage) | 0400 × 50               | weiterer Zugang vom Bahndamm-Parallelweg (West)* (Fahrweg nördlich der Bahnlinie) Höhe Herschenzmühle; Pachtgärten auf Stadtland | Gartenanlagen Am Schwarzwasser               |
| Gartenanlage | Gartenanlage Am Stadtmühlenweg                              | Stadtmühle (Lage)                                                                | 0150 × 120              | Pachtgärten | weitere Bilder                               |
| Gartenanlage | Gartenanlage Hinter der Ortrander Straße 6–9                | Ortrander Straße (Lage)                                                          | 0320 × 40               | Pachtgärten auf Privatland | Gartenanlage Hinter der Ortrander Straße 6–9 |
| Gartenanlage | Gartenanlage „Hundemeile“ südlich der Anlage „Sonnenschein“ | verlängerter Neugrabenweg (Lage)                                                 | 0160 × 80 + 100 × 60    | zweiter Zugang vom Ostufer-Zweig des Geschwister-Scholl-Wegs; Pachtgärten auf Privatland | weitere Bilder                               |
| Gartenanlage | Kleingartenanlage „Sommerfreude“                            | Hartwigstraße (Lage)                                                             | 0100 × 100 + 300 × 55   | weitere Zugänge von der Friedrich-Engels-Straße; VKSK-Sparte; Maße prüfen; Pachtverträge im Nordostteil 2020 aufgehoben für Wohnbebauung, ab 2023 dort „Lindenstraße“ | Kleingartenanlage „Sommerfreude“             |
| Gartenanlage | Kleingartenanlage „Sonnenschein“                            | Neugrabenweg (Lage)                                                              | 0275 × 60               | zweiter Zugang vom Ostufer-Zweig des Geschwister-Scholl-Wegs; VKSK-Sparte | Kleingartenanlage „Sonnenschein“             |
| Spielplatz   | Platz der Jungen Pioniere                                   | Hartwigstraße (Lage)                                                             | 0130 × 125 × 53         | weitere Zufahrt Glashüttenstraße, Karl-Marx-Straße und Friedrich-Engels-Straße; öffentlicher Kinderspielplatz | weitere Bilder                               |
| Spielplatz   | Spielplatz am Wohnpark „Neue Sorge“                         | Am Fließ (Stichweg) (Lage)                                                       | 0100 × 40               | weitere Zufahrt Dürrbachgraben-Feldweg über Neulandweg oder Abzweig Mitte Theodor-Schmidt-Straße; öffentlicher Kinderspielplatz | weitere Bilder                               |
| Sportplatz   | Sportplatz Arnsdorf                                         | Ludwig-Jahn-Straße (Lage)                                                        | 0100 × 80               | |                                              |
| Sportplatz   | Sportplatz                                                  | Ortrander Straße (Lage)                                                          | 0275 × 60               | angelegt 1947, erweitert 1952 und 20XX ; ein Fußballplatz bestand 1920 bis 1942 auf der Wiese am „Zollhaus“ | weitere Bilder                               |
| Wohnhof      | Friedrich-Engels-Straße 1 – 10                              | Friedrich-Engels-Straße (Lage)                                                   | 0220 × 25               | schließt sich an Wohnhof Karl-Marx-Straße 9/10/11 an; weiterer Zugang Karl-Marx-Straße | Wohnhof Friedrich-Engels-Straße 1 – 10       |
| Wohnhof      | Karl-Marx-Straße 9/10/11                                    | Karl-Marx-Straße (Lage)                                                          | 027 × 25 + 50 × 15      | schließt sich an Wohnhof Friedrich-Engels-Straße 1 – 10 an; weiterer Zugang Friedrich-Engels-Straße | Wohnhof Karl-Marx-Straße Straße 9 – 11       |
| Wohnhof      | Wohnhof Ortrander Straße 6/7                                | Ortrander Straße (Lage)                                                          | 077 × 53                | | Wohnhof Ortrander Straße Straße 6a – 7c      |
| Wohnhof      | Wohnhof Ortrander Straße 8/9                                | Ortrander Straße (Lage)                                                          | 083 × 50                | | Wohnhof Ortrander Straße Straße 8a – 9d      |
| Wohnhof      | Wohnhof Ortrander Straße 13/14                              | Ortrander Straße (Lage)                                                          | 0140 × 20               | weitere Zufahrt Neugrabenweg | Wohnhof Ortrander Straße Straße 13a – 14d    |